# Župnija Velika Polana
Župnija Velika Polana je rimskokatoliška teritorialna župnija Dekanije Lendava Škofije Murska Sobota.
Do 7. aprila 2006, ko je bila ustanovljena Škofija Celje, je bila župnija del Pomurskega naddekanata Škofije Maribor.
V župniji je od leta 1938 do svoje smrti leta 1945 deloval svetniški kandidat Danijel Halas, prvo leto kot kaplan, nato kot župnik.

## Cerkev
| #  | Slika | Cerkev                 | Kraj          |
| -- | ----- | ---------------------- | ------------- |
| 1. |       | Cerkev Srca Jezusovega | Velika Polana |